# 热尔米尼 (马恩省)
热尔米尼（法語：Germigny，法語發音：[ʒɛʁmiɲi]）是法国马恩省的一个市镇，位于该省西北部，属于兰斯区。

## 地理
热尔米尼（49°14'40"N, 3°51'57"E）面积2.39 平方千米，位于法国大東部大區马恩省，该省份为法国东北部内陆省份，北起阿登省，西北接埃纳省，西南接塞纳-马恩省，南至奥布省，东南接上马恩省，东临默兹省。
与热尔米尼接壤的市镇（或旧市镇、城区）包括：布勒斯、让夫里、梅里-普雷姆西、罗奈、特雷隆。

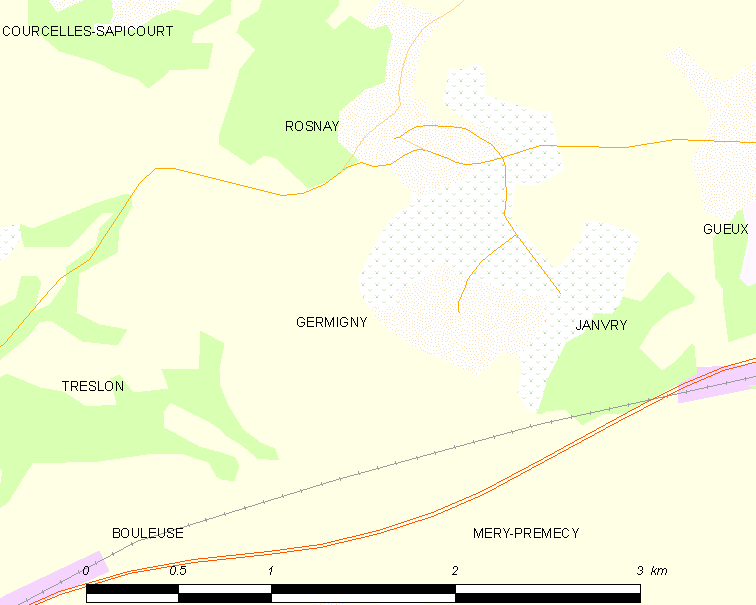
的OSM定位图

热尔米尼的时区为UTC+01:00、UTC+02:00（夏令时）。

## 行政
热尔米尼的邮政编码为51390，INSEE市镇编码为51267。

## 政治
热尔米尼所属的省级选区为菲姆-兰斯山县。

## 人口

1962-2008年间人口变化图示

热尔米尼于2022年1月1日时的人口数量为184人。